# Тимохино (Рузский городской округ)
Тимохино — деревня в Рузском районе Московской области, входящая в состав сельского поселения Старорузское. Население — 11жителей на 2006 год, в деревне числятся 2 улицы. До 2006 года Тимохино входило в состав Старорузского сельского округа.
Деревня расположена в центральной части района, на левом берегу реки Руза, в 5,5 км к юго-востоку от Рузы. Высота центра деревни над уровнем моря 163 м. Ближайшие населённые пункты — посёлок Горбово на противоположном берегу реки, Воробьёво в 500 м севернее и Вражеское — в 400 м на северо-восток.